# Красная гвардия (Дания)
Кра́сная гва́рдия (дат. Den Røde Garde) — вооружённые отряды датских рабочих-коммунистов. Создана в феврале 1919 года на основе Социалистической рабочей партии (дат. Socialistisk Arbejderparti) и распущена в 1922 году.
Красная гвардия в Дании была сформирована в первую очередь для поддержания высокой дисциплины и порядка на демонстрациях, а также для их защиты от полиции в случае попытки разогнать манифестантов. В дальней перспективе существовала идея, высказанная революционеркой Марией Нильсен, о развёртывании Красной гвардии в реальную силу.
Также формировалась в Баварии, Венгрии, Италии, России, Германии, Финляндии и других странах с развитым рабочим движением.